# ويكيتريبون
ويكي تريبيون (بالإنجليزية: Wikitribune)‏ هو موقع أسسه جيمي ويلز في أبريل 2017، هدفه إطلاق خدمة إخبارية في شبكة الإنترنت للتصدي لظاهرة انتشار الأخبار الكاذبة والمعلومات المضللة التي يتم الترويج لها على أنها مؤكدة ودقيقة. وسيكون عبارة عن منصة يعمل فيها صحافيون بالتعاون مع شبكة واسعة من المساهمين، من أجل التحقق من الأخبار في مجتمع الصحافة والإعلام. لا ينتمي ويكيتريبون إلى ويكيبيديا أو المنظمة الأم، مؤسسة ويكيميديا.

## نموذج عمل الموقع
سيتم تمويل ويكيتريبون من قبل المانحين. وكلما زادت الأموال التي يدفعونها، زاد عدد الصحفيين الذين يمكن توظيفهم. تم افتتاح تمويل جماعي في 25 أبريل 2017. يطلب من المؤيدين دفع 10 أورو أو 15 دولار في الشهر، ولكن الوصول إلى الأخبار سيكون مجانيا. وقد ذكر أن عدم وجود مساهمين أو معلنين أو مشتركين سوف يقلل من الضغوط التجارية وأن دفع الأعضاء سوف تكون قادرة على اقتراح موضوعات. كما سيساعد المؤيدون الذين يتبرعون للموقع على تحديد المواضيع التي سيركز عليها.
سيحتاج الصحفيون العاملون في ويكيتريبون إلى توفير مصدر الحقيقة أو تقديم نسخ كاملة وتسجيلات للمقابلات.
وسيكون الجمهور قادرا على تعديل وتحديث المواد؛ ومع ذلك، فإن التحديث لن يبدأ إلا بعد موافقة الموظفين أو المتطوعين الموثوق بهم.
ومن بين الأشخاص الذين شاركوا في المشروع كمستشارين لجيمي ويلز ليلي كول وجيف جارفيس وغاي كاواساكي ولورانس ليسيج.